# Teva Gouriou
Teva Gouriou (25 de octubre de 1988) es un deportista neocaledonio que compite en judo. Ganó seis medallas en el Campeonato de Oceanía de Judo entre los años 2008 y 2018.

## Palmarés internacional
| Campeonato de Oceanía | Campeonato de Oceanía        | Campeonato de Oceanía | Campeonato de Oceanía |
| Año                   | Lugar                        | Medalla               | Categoría             |
| --------------------- | ---------------------------- | --------------------- | --------------------- |
| 2008                  | Christchurch (Nueva Zelanda) | Medalla de bronce     | Abierta               |
| 2010                  | Canberra (Australia)         | Medalla de bronce     | –90 kg                |
| 2012                  | Cairns (Australia)           | Medalla de bronce     | –90 kg                |
| 2015                  | Païta (Francia)              | Medalla de oro        | –90 kg                |
| 2017                  | Nukualofa (Tonga)            | Medalla de plata      | –90 kg                |
| 2018                  | Numea (Francia)              | Medalla de plata      | –90 kg                |